# زمالة أكاديمية العلوم الطبية
زمالة أكاديمية العلوم الطبية (بالإنجليزية: Fellowship of the Academy of Medical Sciences)‏ هو جائزة لعلماء الطب المعترف بهم من قبل أكاديمية العلوم الطبية لـ«التميز في علمهم، ومساهمتهم في الطب والمجتمع وحجم إنجازاتهم».